# 奈良県道54号香芝インター線
奈良県道54号香芝インター線（ならけんどう54ごう かしばインターせん）は、奈良県香芝市を通る県道（主要地方道）である。

## 概要
奈良県香芝市今泉の香芝ICを起点とし、香芝市上中の国道168号交点を終点とする短距離路線である。

### 路線データ
- 陸上距離：0.4 km
- 起点：香芝市今泉（西名阪自動車道 香芝IC）
- 終点：香芝市上中（香芝インターチェンジ上中交差点、国道168号 交点）

## 歴史
- 1993年（平成5年）5月11日 - 建設省から、県道香芝インター線が香芝インター線として主要地方道に指定される[1]。

## 地理

### 通過する自治体
- 香芝市

### 主な接続路線
| 交差する道路         | 交差する場所 | 交差する場所 | 交差する場所 | 交差する場所             | 備考 |
| -------------------- | ------------ | ------------ | ------------ | ------------------------ | ---- |
| 西名阪自動車道香芝IC | 奈良県       | 香芝市       | 香芝市       | （今泉）                 |      |
| 国道168号            | 奈良県       | 香芝市       | 香芝市       | 香芝インターチェンジ上中 |      |

※ 交差する場所の括弧書きは地名、それ以外は交差点名で表示